# Szczytniak (Piórków-Kolonia)
Szczytniak – część wsi Piórków-Kolonia w Polsce, położona w województwie świętokrzyskim, w powiecie opatowskim, w  gminie Baćkowice.
W latach 1975–1998 Szczytniak administracyjnie należał do województwa tarnobrzeskiego.